# 落合重信
落合 重信（おちあい しげのぶ、1912年（大正元年）10月 - 1995年（平成7年）2月15日）は神戸市の郷土史家。神戸市や兵庫県の郷土史の他、部落史、在日朝鮮人史を研究した。

## 経歴
三重県四日市市生まれ。幼時神戸に来る。旧制中学を2ヶ月で中退後夜間中学。
最初神戸市立図書館に勤務し、兵庫県、商工会議所、神戸市を巡歴し、神戸市史編集室勤務で定年。
神戸史学会代表や神戸電鉄敷設工事朝鮮人犠牲者を調査し追悼する会代表を務めた。
1995年2月15日、肝臓癌の為死亡。享年82。

## 被差別部落への関心
彼が被差別部落に興味を持ったのは神戸市の社会教育課で青年団を担当していた時の事である。当時彼は番町青年団によく出入していたが、その時、彼の身辺で駐在巡査による差別事件があって強いショックをうけたという。また、番町青年団員から番町の歴史を書いてくれと言われて『神戸市長田区番町部落史稿』（タイプ版、昭和30年）を出した。その後、神戸市教育委員会からも頼まれて書いた事があり、一般部落史に関する部分は部落問題研究所の『やさしい部落の歴史』などを引き写した。それがいつ頃からか、同研究所の出す「部落史」を批判的に見る様になったのではと自己分析している。

## 著書
- 『神戸和歌史』 上崎書店 1942年5月
- 『神戸史話』共著・有井 基、創元社、1967年7月 ISBN 978-4-422-25003-8
- 『条里制』吉川弘文館、1968年1月 ISBN 978-4-642-06517-7
- 『書名主記入論』日本図書館研究会、1970年
- 『未解放部落の起源―近世皮多部落形成過程の研究』神戸学術出版 東京 小宮山書店、1973年
- 『近世国学者による図書館設立運動―図書館関係論文集(歴史・分類・書誌)』神戸学術出版 東京 小宮山書店、1975年
- 『神戸の歴史―古代から近代まで』後藤書店、1975年
- 『埋もれた神戸の歴史』神戸史学会出版部 （コーベブックス）、1977年1月
- 『神戸の歴史　研究編』後藤書店、1980年
- 『部落の起原』兵庫部落問題研究所、1981年1月 ISBN 978-4-89202-006-3
- 『地名にみる生活史 ― 兵庫県の地名　神戸市の地名』兵庫新書／神戸新報社、1981年4月
- 『ひょうご地名考』後藤書店、1983年1月 ISBN 978-4-906099-04-7
- 『地名研究のすすめ』国書刊行会、1983年1月 ISBN 978-4-336-01302-6
- 『ひょうごの地名再考 ― 足もとの歴史発掘』神戸新聞総合出版センター、1988年11月 ISBN 978-4-87521-672-8
- 『神戸の歴史　通史編』地方小出版流通、1989年3月 ISBN 978-4-906099-05-4
- 『近世部落の中世起原』明石書店、1992年6月 ISBN 978-4-7503-0428-1
- 『兵庫の歴史 ― 古代から幕末まで』〔神戸市〕兵庫区まちづくり推進課、1993年9月